# Wer ist Violet Park?
Wer ist Violet Park? (englischer Originaltitel Finding Violet Park, in den Vereinigten Staaten auch unter dem Titel Me, the Missing, and the Dead) ist ein Jugendroman der britischen Schriftstellerin Jenny Valentine, der im Jahr 2007 beim Verlag HarperCollins veröffentlicht wurde. Die deutsche Erstausgabe in einer Übersetzung von Klaus Fritz erschien 2009 beim Deutscher Taschenbuch-Verlag.

## Inhalt
Der 16-jährige Lucas Swain entdeckt im Büro eines Taxi-Unternehmens auf einem Bord eine herrenlose Urne und fühlt sich auf magische Weise zu dieser hingezogen. Wie sich herausstellt, enthält das Gefäß, das in einem Taxi zurückgelassen wurde, die Asche einer verstorbenen Konzertpianistin namens Violet Park. Mithilfe seiner Großmutter Pansy gelingt es Lucas, die Urne in seinen Besitz zu bekommen. Wie ein Detektiv löst Lucas langsam das Rätsel um die Verstorbene und entdeckt dabei, dass jede Menge Personen in seinem Umfeld die Pianistin gekannt haben. Unter anderem auch sein Vater Pete, ein Journalist, der die Familie vor vier Jahren in einer Nacht-und-Nebel-Aktion verlassen hat. Wie Lucas herausfindet, hat Pete die Verstorbene kurz vor seinem Verschwinden mehrmals interviewt. Zu einem dieser Gespräche gibt es eine Tonbandaufnahme, die Lucas auf dem Dachboden unter den vielen zurückgelassenen Dingen seines Vaters findet. Während Lucas – im Unterschied zu seiner Mutter und seinen beiden Geschwistern – in seinem Vater bisher ein Idol gesehen hat und davon ausgegangen ist, dass sein Vater durch einen unglücklichen Zufall verschwunden sei, bröckelt dieses Bild zunehmend, je mehr er über Violet Park herausfindet. Und dieses glorifizierte Bild fällt schließlich völlig in sich zusammen, als Lucas mithilfe der Tonbandaufzeichnung den wahren Grund für das plötzliche Verschwinden seines Vaters entdeckt.

## Hintergrund
Die Autorin hat in Interviews erklärt, dass Violet auf einer älteren Frau basiert, die sie als Teenager kennenlernte und deren Urne nach ihrem Tod in einem Büro aufbewahrt wurde. Der Gedanke an die Urne begleitete Valentine jahrelang und wurde zum zentralen Konzept, um das sich der Roman entwickelte.

## Rezeption
Nicholas Tucker schreibt in seiner Buchrezension: „Der Roman, in sehr klarem Stil geschrieben, fängt hervorragend jene Phase des Erwachsenenwerdens ein, in der die Teenager plötzlich viel mehr über sich selbst und ihre Familien begreifen. […] Lucas ist eine hinreißende Figur, oft extrem witzig und niemals selbstmitleidig, und seine Abenteuer sind reinstes Lesevergnügen.“ Joy Crelin befindet über den Roman: „Mit Me, the Missing, and the Dead legt Jenny Valentine eine fesselnde Erzählung vor, die zum Nachdenken über das Wesen von Tod und Sterblichkeit anregt.“ Karen Cunningham schreibt in der Online-Rezensionszeitschrift Reading Time: „Lucas‘ introspektive Entwicklung von seiner alles verzehrenden Besessenheit vom Verschwinden seines Vaters bis hin zur Wiedervereinigung mit seiner Familie und dem Finden seiner ersten Liebe ist faszinierend zu beobachten, und Valentine verbindet Teenagerängste mit viel Humor. Jungen und Mädchen zwischen 13 und 16 Jahren werden dieses Buch lieben.“

## Auszeichnungen
Wer ist Violet Park? wurde 2007 mit einem Guardian Award ausgezeichnet und war 2010 auf der Shortlist für den Landshuter Jugendbuchpreis.

## Referenzen
Wer ist Violet Park? ist in dem literarischen Nachschlagewerk 1001 Kinder- und Jugendbücher – Lies uns, bevor Du erwachsen bist! für die Altersstufe 12+ Jahre enthalten.

## Ausgaben
- Finding Violet Park. HarperCollins, UK 2007 (englisch).
- Me, the Missing, and the Dead. HarperTeen, USA 2008 (englisch).
- Wer ist Violet Park? Deutscher Taschenbuch-Verlag, Deutschland 2009.